# Тераса (кратки филм)
Тераса је југословенски и српски кратки филм из 1991. године. Режирао га је Горан Радовановић а сценарио су написали Мирослав Пендељ и Горан Радовановић.

## Улоге
| Глумац            | Улога |
| ----------------- | ----- |
| Цвијета Месић     |       |
| Петар Краљ        |       |
| Младен Андрејевић |       |